# Дембувко (Щиценський повіт)
Дембувко (пол. Dębówko, нім. Eichtal) — село в Польщі, у гміні Щитно Щиценського повіту Вармінсько-Мазурського воєводства.
Населення — 200 осіб (2011).

## Демографія
Демографічна структура станом на 31 березня 2011 року:
|          | Загалом | Допрацездатний вік | Працездатний вік | Постпрацездатний вік |
| -------- | ------- | ------------------ | ---------------- | -------------------- |
| Чоловіки | 87      | 20                 | 65               | 2                    |
| Жінки    | 113     | 30                 | 72               | 11                   |
| Разом    | 200     | 50                 | 137              | 13                   |